# 斎藤春彦
斎藤 春彦（さいとう はるひこ、1897年（明治30年） - 1972年（昭和47年））は、宮内省に奉職した日本の造園家。

## 略歴
長野県生まれ。1920年（大正9年）千葉高等園芸学校（現千葉大学園芸学部）卒業。同年宮内省内匠寮工務課庭園係に入る。1947年（昭和32年）に始まった新宮殿造営調査に関わる。新宮殿造営の宮内庁試案をまとめ、御住居吹上御所の新造園を手がける。1953年（昭和38年）に造営官補佐を経て退官。

## 著作
- 齋藤春彦, 梅薫蛾驅除に就ての一考察」『造園雑誌』 1935年 2巻 2号 p.119-123, doi:10.5632/jila1934.2.119。
- 新裝成れる帝室博物館 / 造園研究. (28) 一水会 編[他] (西ケ原刊行会, 1939-04)
- 新宿御苑 / 庭園. 10(9)(101) (日本庭園協会, 1928-11)